# Orthotrichum teremakauense
Orthotrichum teremakauense là một loài rêu trong họ Orthotrichaceae. Loài này được Paris mô tả khoa học đầu tiên năm 1896.
Danh pháp khoa học của loài này chưa được làm sáng tỏ. 